# Anton Kolig
Anton Kolig (Nový Jičín, 1º luglio 1886 – Nötsch im Gailtal, 17 maggio 1950) è stato un pittore austriaco.

## Biografia
Figlio dell'artista Ferdinant Kolig e della moglie Maria, Anton Kolig studiò alla Kunstgewerbeschule di Vienna tra il 1904 e il 1907 insieme ad Oskar Kokoschka e poi proseguì gli studi all'Accademia di belle arti di Vienna sotto la supervisione di Heinrich Lefler ed Alois Delug.
Attrasse l'attenzione della critica nel 1911 e Gustav Klimt e Carl Moos lo raccomandarono per una borsa di studio per studiare in Francia. Tornato in patria dopo lo scoppio della prima guerra mondiale, Kolig si arruolò nell'esercito nel 1916 e dopo un breve periodo sul fronte italiano lavorò come artista militare a Vienna. 
Successivamente, fu professore di pittura a Stoccarda tra il 1928 e il 1943. Nel 1944, durante i bombardamenti alleati, Kolig fu ferito gravemente e si ritirò a vita privata a Nötsch im Gailtal, dove morì nel 1950.